# Ferruccio Pergolesi
Ferruccio Pergolesi (Osimo, 3 gennaio 1899 – Osimo, 24 giugno 1974) è stato un giurista italiano.

## Biografia
Dopo aver conseguito la laurea in Giurisprudenza, nel 1929 divenne professore di Diritto del lavoro presso l'Università di Urbino. Nel 1934 passò ad insegnare la stessa materia all'Università di Ferrara. Nel 1938 si trasferì all'Università di Bologna presso le cui facoltà di Giurisprudenza e di Economia e Commercio tenne la cattedra di Diritto costituzionale. Pubblica sulla rivista Politica Sociale l'articolo La disciplina degli impiegati sindacali in Libia, n. 11-12, settembre-ottobre 1939, pp. 340–341.
Si vide costretto a ritirarsi dall'insegnamento nel 1967 per motivi di salute.
Fu autore di numerosi saggi e monografie di Diritto pubblico tra le quali vale la pena ricordare Sistema delle fonti normative e Tendenze sociali nelle costituzioni contemporanee.
Di valori cattolici e politicamente vicino alla Democrazia Cristiana, fu uno degli intellettuali che insieme a Sergio Paronetto, Ezio Vanoni, Pasquale Saraceno, Giuseppe Capograssi e Vittore Branca nel luglio del 1943 parteciparono alla redazione del Codice di Camaldoli.